# Điên như thỏ tháng Ba

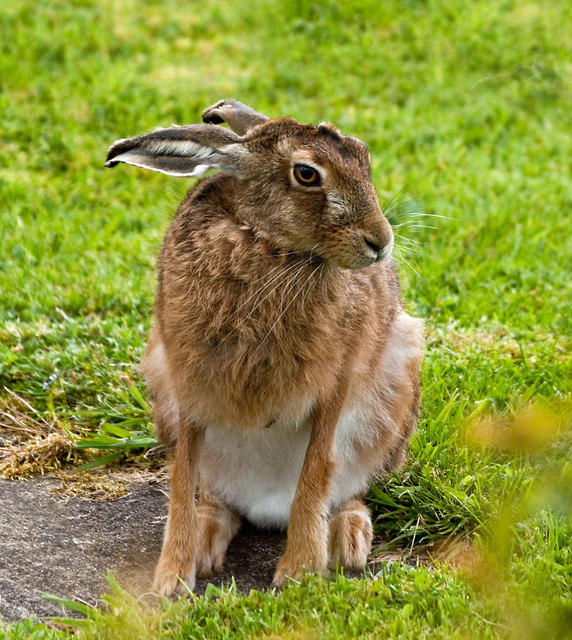
Những con thỏ hiền lành trở nên điên rồ và tháng Ba

Điên như thỏ tháng Ba nguyên văn tiếng Anh là Mad as a March hare là một cụm từ thành ngữ tiếng Anh có nguồn gốc từ những trò đánh nhau và hành động kỳ quặc của những con thỏ được quan sát và được cho là diễn ra chỉ vào mùa sinh sản tháng 3 của loài thỏ rừng châu Âu (Lepus europaeus). Cụm từ này là một ám chỉ ẩn dụ có thể được sử dụng để chỉ bất kỳ loai vật hoặc con người nào khác cư xử theo cách dễ bị kích động và không thể đoán trước được như kiểu một "con thỏ rừng tháng Ba" (March hare). Một quan điểm lâu đời cho rằng thỏ rừng sẽ cư xử một cách kỳ lạ và phấn khích trong suốt mùa sinh sản của nó mà ở châu Âu đạt đỉnh điểm vào tháng 3. Hành vi kỳ quặc này bao gồm những màn đấm bốc với những con thỏ khác, nhảy theo cà tưng cà tưng mà dường như không có lý do và thường thể hiện hành vi bất thường ở động vật.  

## Lịch sử
Một ghi chép ban đầu bằng lời nói về hành vi kỳ lạ của loài vật này xảy ra vào khoảng năm 1500, trong bài thơ của Blowbol nhà thơ đã diễn dãi: "Thanne þey begyn to swere and to stare, And be as braynles as a Marshe hare" (tạm dịch: Sau đó, họ bắt đầu quay ngoắt và nhìn chằm chằm, Và không có trí tuệ như một con thỏ rừng tháng Ba).  Theo How Stuff Works, khái niệm về những con thỏ "điên" vào tháng 3 bắt đầu từ ít nhất là đầu thế kỷ 16, khi nhà viết kịch Anh, John Heywood đã viết: "Và hãy là những kẻ ngớ ngẩn như một con thỏ tháng Ba" hay "vô tri như một con thỏ tháng Ba".
Những cụm từ tương tự đã được chứng thực vào thế kỷ XVI trong các tác phẩm của John Skelton (Replycacion, 1528: "Aiii, I saye, you madde Marche Hare"; Magnyfycence, 1529: "As mery as a marche hare"). Việc sử dụng cụm từ được ghi lại sau này xuất hiện trong các tác phẩm của Thomas More: "Như những kẻ điên không phải như thỏ tháng Ba, mà là chó điên."  Mặc dù cụm từ này nói chung đã được sử dụng liên tục từ thế kỷ 16, nhưng nó đã được Lewis Carroll phổ biến trong thời gian gần đây hơn trong cuốn sách thiếu nhi Alice ở xứ sở thần tiên (Alice's Adventures in Wonderland năm 1865), trong đó, nhân vật Thỏ tháng Ba (March Hare) là một nhân vật đáng nhớ.

## Sinh học

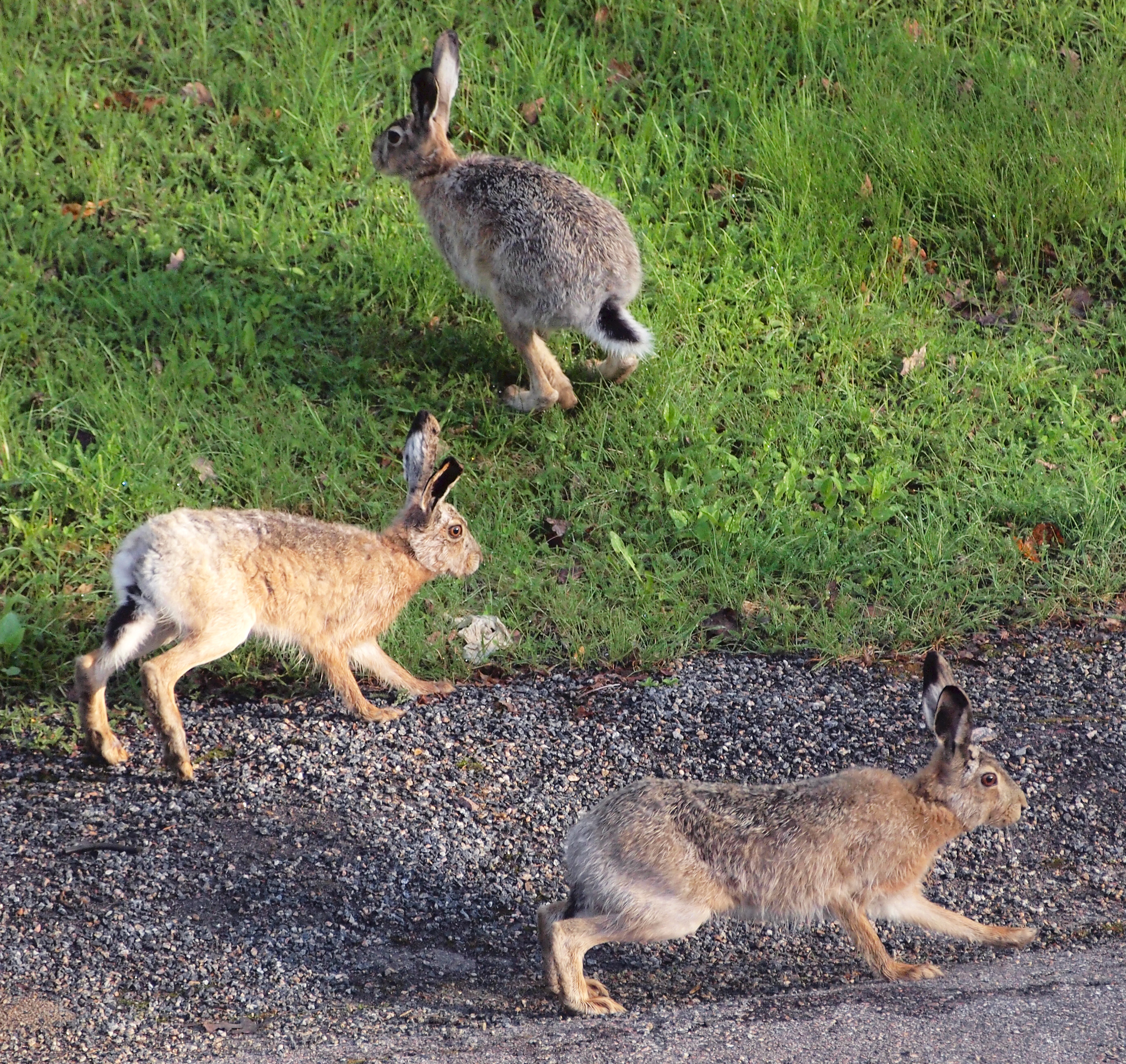
Những con thỏ rừng châu Âu

Về mặt sinh học, bản tính hoang dã của thỏ và thỏ rừng đều trỗi dậy mạnh mẽ hơn vào tháng Ba và từ cuối tháng hai hoặc đầu tháng ba cũng đánh dấu sự bắt đầu của mùa sinh sản cho những sinh vật này và tính "hoang dã" (điên rồ) của chúng có thể gắn liền với các nghi thức giao phối (vũ điệu gọi bạn tình). Khi mùa đông kết thúc và mùa xuân đến gần, con thỏ đực bắt đầu tìm kiếm những con cái sẵn sàng để giao phối. Khi tìm được con cái sẵn lòng làm việc đó, cả hai thường tham gia vào một nghi thức kỳ lạ dưới nhiều hình thức khác nhau. Một số con thỏ cho thấy sự quan tâm của chúng bằng cách chạy và chạy đua, một số khác nhảy hay thậm chí chiến đấu với nhau bằng cách đấm bốc.
Khi hành động được thực hiện, những con đực có thể ở bên bạn tình vài giờ đồng hồ trước khi bắt đầu một cuộc chinh phục mới. Thỏ đực là loài đa phu thê (polygamous) và những con đực chiếm ưu thế thường cố gắng giao phối với tất cả các con cái sẵn sàng trên lãnh địa của chúng (có thể kéo dài đến 25 mẫu Anh). Ở những vùng có mật độ thỏ lớn, xung đột thường xảy ra vì đây là cơ chế cạnh tranh cùng loài và những con thỏ rừng hiền lành bỗng sử dụng chân trước đầy sức mạnh của mình để giao tiếp với nhau trong những trận đấu quyền Anh đầy thô bạo. Như vậy, loài thỏ không phải trở nên "điên rồ" vào tháng 3 mà đó chỉ là biểu hiện khi chúng vào mùa giao phối.